# Rotbraune Reinwardttaube
Die Rotbraune Reinwardttaube oder kurz Reinwardttaube (Reinwardtoena reinwardtii; Synonyme: Reinwardtoena reinwardtsi, Reinwardtoena reinwardti) ist eine Art der Taubenvögel. Sie kommt ausschließlich auf einigen südostasiatischen Inseln vor. Sie wird von der IUCN als nicht gefährdet eingestuft. Es werden drei Unterarten unterschieden.

## Erscheinungsbild

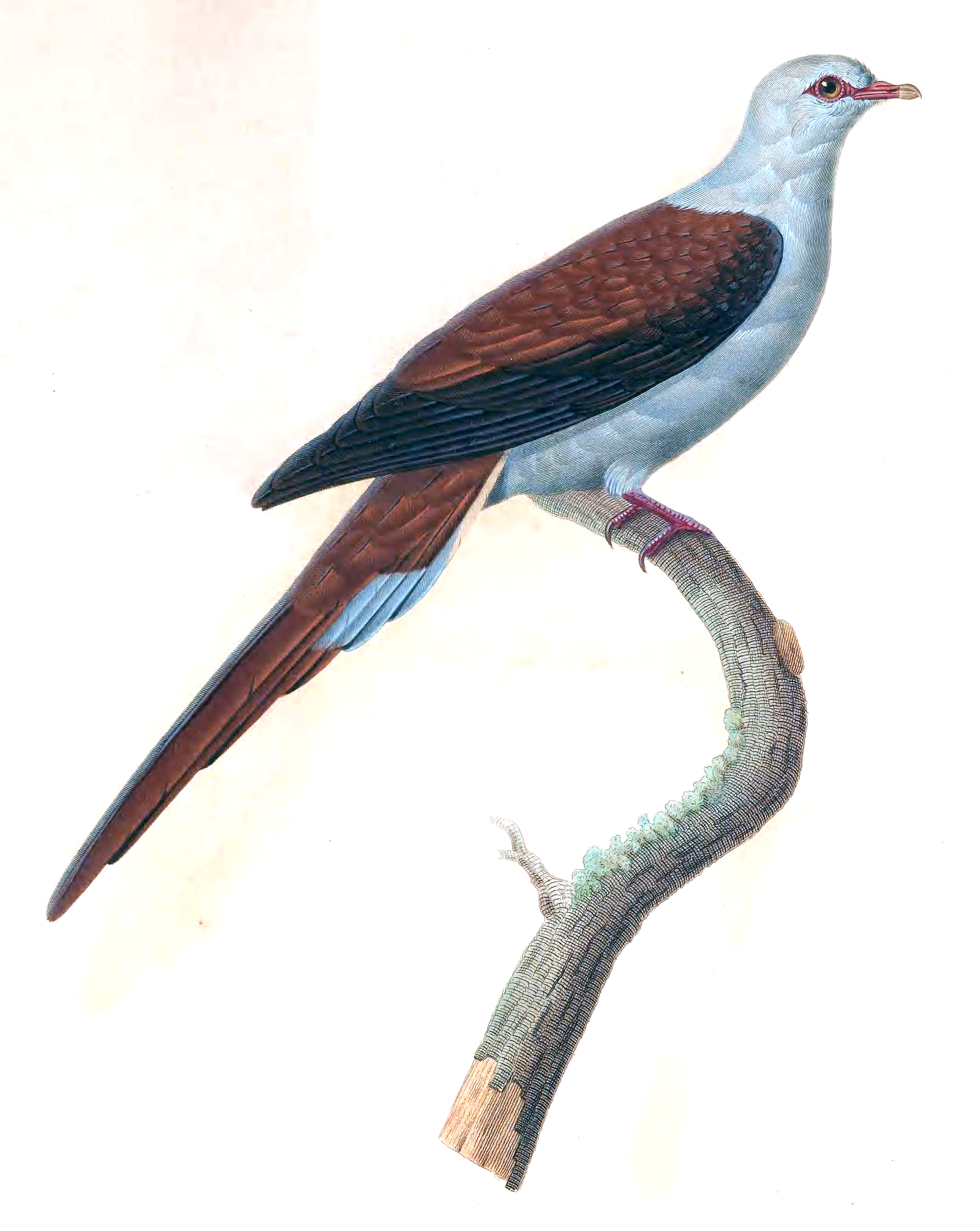
Rotbraune Reinwardttaube, Illustration

Die Rotbraune Reinwardttaube erreicht eine Körperlänge von bis zu 52 Zentimetern. Sie ist damit eine sehr große Taube, sie erreicht jedoch nur ein Gewicht zwischen 208 und 305 Gramm.
Auffällig ist ihr verhältnismäßig langer, stark abgestufter Schwanz, auf den 20,3 bis 24,5 Zentimeter entfallen. Die beiden mittleren Schwanzfedern sind die längsten. Der Kopf und die Körperunterseite sind weiß bis silbrig grau. Die Körperoberseite ist tief kastanienbraun und kontrastiert stark mit der Körperunterseite. Hand- und Armschwingen sowie die äußeren Flügeldecken sind schwarz. Der Schnabel ist kräftig, wenn auch nicht so kräftig wie bei der zur selben Gattung gehörenden Salomonen-Schopftaube. Die Schnabelfarbe ist braun. Die Iris ist innen gelblich weiß und weist einen roten Außenring auf. Die Augenringe sind rosarot.

## Verwechslungsmöglichkeiten
Im Verbreitungsgebiet der Rotbraunen Reinwardttaube kommt unter anderem die Rosabrust-Kuckuckstaube vor, die zur Gattung der Kuckuckstauben gehört. Einige Männchen dieser Art haben einen sehr blassen Kopf und eine blasse Körperunterseite sowie eine rötlichbraune Körperoberseite. Die beiden Arten unterscheiden sich jedoch deutlich in ihrer Körpergröße, die Rosabrust-Kuckuckstaube erreicht lediglich eine Körperlänge von bis zu 36 Zentimeter.

## Verbreitung
Das Verbreitungsgebiet der Rotbraunen Reinwardttaube ist Neuguinea und die Molukken sowie jeweils angrenzende Inseln. Sie kommt unter anderem auf Buru, Ambon, Seram, Bacan, Kasiruta, Kayoa, Halmahera und Morotai sowie den Inseln Waigeo, Walawati, Yapen, Biak, Kumamba, Kairiru, Manam, Karkar und Goodenough vor. Ihr Lebensraum sind Primärwald und der Waldrand. Ihre Höhenverbreitung reicht vom Tiefland bis in eine Höhe von 3380 Höhenmetern.
Es werden die folgenden Unterarten unterschieden. Sie unterscheiden sich in der Farbe des Kopfes und der Körperunterseite. Es gibt außerdem einen Unterschied in der Körpergröße.
- R. r. reinwardti (Temminck, 1824) – Molukken (Morotai, Halmahera, Kayoa, Bacan, Obi, Buru, Ambon, Seram und Seram)
- R. r. griseotincta E. J. O. Hartert, 1896 – Inseln im Westen von Neuguinea (Misool, Waigeo, Salawati), Neuguinea und Inseln vor der Küste Neuguineas (Yapen und MIos)  through New Guinea and offshore islands of Yapen und Mios Num in der Cenderawasih-Bucht, Manam  und Karkar, bis D’Entrecasteaux-Inseln (Goodenough, Fergusson).
- R. r. brevis J. L. Peters, 1937 – Biak und Supiori in der Cenderawasih-Bucht. Inwieweit ein Unterartstatus für diese Inselformen gerechtfertigt ist, unterliegt noch der Diskussion.[2]

## Lebensweise
Die Rotbraune Reinwardttaube ist eine Bewohnerin der oberen und mittleren Baumkronen. Sie kommt nur selten auf den Boden. Sie lebt überwiegend einzelgängerisch oder paarweise. Ihre Nahrung besteht aus Früchten und Samen. Eine besondere Rolle spielen in ihrer Ernährung die Samen verschiedener Schefflera-Arten. Ihre Fortpflanzungszeit ist an keine Jahreszeit gebunden. Das Nest ist eine flache Plattform aus Zweigen, Halmen und Moos und wird in Bäumen oder auf Felsbändern errichtet. Das Gelege besteht aus einem einzelnen Ei.

## Weblink
- Reinwardtoena reinwardti in der Roten Liste gefährdeter Arten der IUCN 2013.1. Eingestellt von: BirdLife International, 2012. Abgerufen am 30. Dezember 2013.